# Ivan Mišković
Ivan Mišković (Rupe kraj Šibenika 11. svibnja 1961.) hrvatski karikaturist

## Životopis
Prvu karikaturu objavio je još 1976. (s 15 godina) u Večernjem listu, od prve polovice devedesetih u Novome listu objavljuje strip pasice naslovljene 1 x crno, prvo u tjednom, a zatim u dnevnom ritmu. U enigmatskom časopisu Feniks više od deset godina crta strip serijal Prof. Ništica. Crtež mu je crno-bijeli, a humor prilično crn (kako već ime karikature govori), bavi se općim temama - voli prikazivati život iz dječje perspektive, a izgorjeli furešti su mu specijalitet (ta se tema ne pojavljuje kod drugih hrvatskih karikaturista). Česta tema su i svinje i pijanci (vidi sliku).
Osim tematskom karikaturom u 1 x crno, kad postoji potreba radi i portret karikaturu.
Osim karikaturom, bavi se i ilustriranjem knjiga i slikovnica.

## Knjige
- "240 x crno" Adamić, Rijeka 1996. ISBN 953-6531-00-3
- "Knjiga druga" Adamić, Rijeka 1998. ISBN 953-6531-17-8
- "I treća: 540 x crno" Adamić, Rijeka 2000. ISBN 953-6531-84-4
- "4.: 540 x crno" Adamić, Rijeka 2004. ISBN 953-219-162-3